# Società Sportiva Lazio 2018-2019
Questa voce raccoglie le informazioni riguardanti la Società Sportiva Lazio nelle competizioni ufficiali della stagione 2018-2019.

## Stagione
Dopo aver iniziato il campionato 2018-19 con due sconfitte, i biancocelesti ottengono le prime affermazioni a scapito delle neopromosse Frosinone ed Empoli. In autunno, la squadra fa registrare buone prestazioni sul fronte nazionale e risultati contraddittori in Europa League; la qualificazione ai sedicesimi di finale viene ottenuta in anticipo, con tre vittorie ed altrettanti knock-out. La Lazio conclude poi il girone di andata al quarto posto, mentre in Coppa Italia elimina dapprima il Novara e successivamente l'Inter.. Sul versante europeo, i romani sono sconfitti dal Siviglia perdendo entrambe le gare. Le vicende del campionato portano inoltre i biancocelesti a rallentare la corsa per l'Europa, malgrado l'ancora di salvezza rappresentata dalla Coppa Italia: gli uomini di Simone Inzaghi pervengono infatti alla finale, sconfiggendo il Milan nel ritorno dopo un pareggio all'andata. Terminato il campionato in ottava posizione, la squadra si impone sull'Atalanta per 2-0 nella finalissima conquistando l'accesso diretto all'Europa League.

## Divise e sponsor

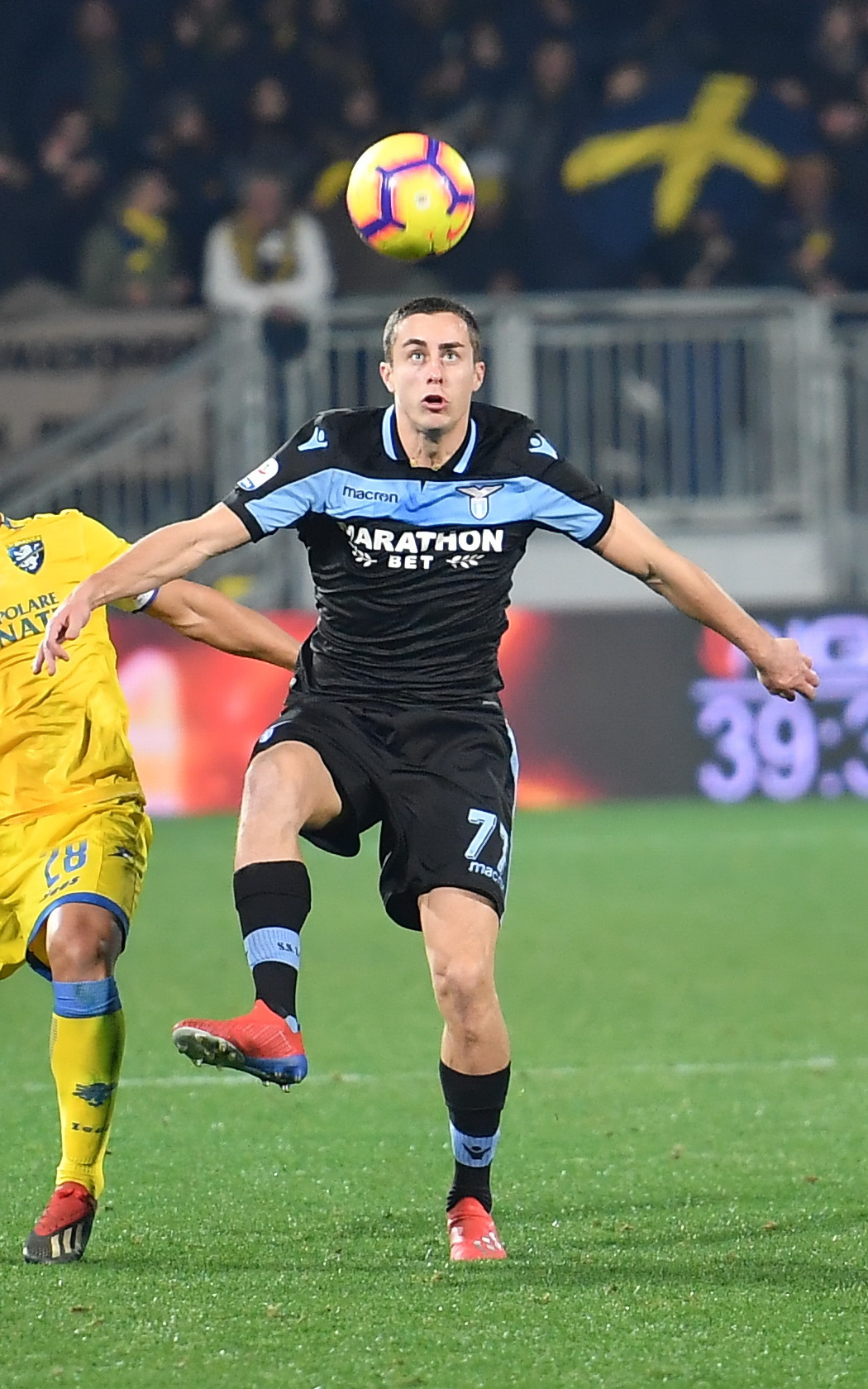
Adam Marušić nella trasferta di Frosinone del 4 febbraio 2019 con la terza divisa neroceleste

. Lo sponsor ufficiale per la stagione 2018-2019 è Marathonbet, bookmaker online che ha sede a Brighton, nel Regno Unito. Il back sponsor è colui che nella stagione precedente era stato main sponsor, ovvero Sèleco, che va a sostituire proprio quello della sua brand extension Sèleco Easy Life. In occasione delle gare di campionato Lazio-Juventus del 27 gennaio e Lazio-Roma del 2 marzo 2019, e in quelle di Coppa Italia Lazio-Milan del 26 febbraio e Milan-Lazio del 24 aprile 2019, sulle casacche laziali campeggiava come sleeve sponsor il logo della clinica Paideia, struttura sanitaria di riferimento del club romano. In occasione della finale di Coppa Italia Atalanta-Lazio del 15 maggio 2019, è presente come back sponsor Igea Banca.
| Casa | Trasferta | Terza divisa | 1ª portiere | 2ª portiere |

## Organigramma societario
Area direttiva
Consiglio di gestione
- Presidente: Claudio Lotito
- Consigliere: Marco Moschini

Consiglio di sorveglianza
- Presidente: Corrado Caruso
- Vicepresidente: Alberto Incollingo
- Consiglieri: Fabio Bassan, Vincenzo Sanguigni, Monica Squintu, Silvia Venturini

Area organizzativa
- Direttore Sportivo: Igli Tare
- Club Manager: Angelo Peruzzi
- Segretario Generale: Armando Antonio Calveri
- Direzione Amm.va e Controllo di Gestione / Investor Relator: Marco Cavaliere
- Direzione Legale e Contenziosi: Francesca Miele
- Direzione Organizzativa Centro Sportivo di Formello, Uffici, Country Club, Stadio: Giovanni Russo
- S.L.O. / Supporter Liaison Officer: Giampiero Angelici
- D.A.O. / Disability Access Officer: Giampiero Angelici
- Delegato Sicurezza Stadio/R.S.P.P.: Sergio Pinata
- Responsabile Biglietteria: Angelo Cragnotti
- Direzione Settore Giovanile: Mauro Bianchessi
- Segretario Settore Giovanile: Giuseppe Lupo

Area marketing
- Coordinatore Marketing, Sponsorizzazioni ed Eventi: Marco Canigiani
- Area Marketing: Massimiliano Burali d'Arezzo, Laura Silvia Zaccheo
- Area Licensing e Retail: Valerio D'Attilia

Area comunicazione
- Responsabile della Comunicazione: Arturo Diaconale
- Direttore Ufficio Stampa, Canale Tematico, Radio, Rivista e Area Digitale: Stefano De Martino

Area tecnica
- Allenatore: Simone Inzaghi
- Allenatore in seconda: Massimiliano Farris
- Analista: Enrico Allavena
- Preparatore dei portieri: Adalberto Grigioni
- Collaboratore preparatore dei portieri: Gianluca Zappalà
- Preparatore atletico: Fabio Ripert
- Collaboratori preparatore atletico: Adriano Bianchini, Alessandro Fonte
- Team Manager: Maurizio Manzini, Stefan Derkum
- Magazzinieri: Mauro Patrizi, Walter Pela, Stefano Delle Grotti
- Collaboratori tecnici: Mario Cecchi, Ferruccio Cerasaro

Area sanitaria
- Direttore sanitario: dott. Ivo Pulcini
- Coordinatore staff medico e consulente ortopedico: dott. Fabio Rodia
- Medici sociali: dott.i Antonino Maggio, Angelo Ventura
- Ecografista: dott. Vincenzo Aglieri
- Struttura Sanitaria di riferimento: Paideia

## Rosa
Rosa e numerazione sono aggiornate al 26 maggio 2019.
| N. |                                 | Ruolo | Calciatore                   |
| -- | ------------------------------- | ----- | ---------------------------- |
| 1  | Albania (bandiera)              | P     | Thomas Strakosha             |
| 3  | Brasile (bandiera)              | D     | Luiz Felipe                  |
| 4  | Spagna (bandiera)               | D     | Patric                       |
| 5  | Belgio (bandiera)               | D     | Jordan Lukaku                |
| 6  | Brasile (bandiera)              | C     | Lucas Leiva                  |
| 7  | Kosovo (bandiera)               | C     | Valon Berisha                |
| 8  | Serbia (bandiera)               | D     | Dušan Basta                  |
| 9  | Italia (bandiera)               | A     | Alessandro Rossi             |
| 10 | Spagna (bandiera)               | C     | Luis Alberto                 |
| 11 | Argentina (bandiera)            | A     | Joaquín Correa               |
| 13 | Brasile (bandiera)              | D     | Wallace                      |
| 14 | Danimarca (bandiera)            | D     | Riza Durmisi                 |
| 15 | Angola (bandiera)               | D     | Bastos                       |
| 16 | Italia (bandiera)               | C     | Marco Parolo (vice-capitano) |
| 17 | Italia (bandiera)               | A     | Ciro Immobile                |
| 19 | Bosnia ed Erzegovina (bandiera) | C     | Senad Lulić (capitano)       |

| N. |                       | Ruolo | Calciatore              |
| -- | --------------------- | ----- | ----------------------- |
| 20 | Ecuador (bandiera)    | A     | Felipe Caicedo          |
| 21 | Serbia (bandiera)     | C     | Sergej Milinković-Savić |
| 22 | Uruguay (bandiera)    | D     | Martín Cáceres          |
| 23 | Italia (bandiera)     | P     | Guido Guerrieri         |
| 24 | Belgio (bandiera)     | P     | Silvio Proto            |
| 25 | Croazia (bandiera)    | C     | Milan Badelj            |
| 26 | Romania (bandiera)    | D     | Ștefan Radu             |
| 27 | Italia (bandiera)     | C     | Rômulo                  |
| 30 | Portogallo (bandiera) | A     | Pedro Neto              |
| 32 | Italia (bandiera)     | C     | Danilo Cataldi          |
| 33 | Italia (bandiera)     | D     | Francesco Acerbi        |
| 58 | Italia (bandiera)     | D     | Nicolò Armini           |
| 66 | Portogallo (bandiera) | C     | Bruno Jordão            |
| 71 | Brasile (bandiera)    | A     | Luan Capanni            |
| 77 | Montenegro (bandiera) | D     | Adam Marušić            |
| 96 | Italia (bandiera)     | C     | Alessandro Murgia       |

## Calciomercato

### Sessione estiva(dall'1/7 al 17/8)
| Acquisti         | Acquisti           | Acquisti          | Acquisti                                           |
| R.               | Nome               | da                | Modalità                                           |
| ---------------- | ------------------ | ----------------- | -------------------------------------------------- |
| P                | Silvio Proto       | -                 | svincolato                                         |
| D                | Francesco Acerbi   | Sassuolo          | definitivo (10,5 milioni € + 2 milioni € di bonus) |
| D                | Riza Durmisi       | Betis             | definitivo (7,5 milioni €)                         |
| C                | Milan Badelj       | -                 | svincolato                                         |
| C                | Valon Berisha      | Salisburgo        | definitivo (7,6 milioni €)                         |
| C                | Danilo Cataldi     | Benevento         | fine prestito                                      |
| A                | Joaquín Correa     | Siviglia          | definitivo (15,3 milioni € + 3 milioni € di bonus) |
| A                | Alessandro Rossi   | Salernitana       | fine prestito                                      |
| Altre operazioni |                    |                   |                                                    |
| R.               | Nome               | da                | Modalità                                           |
| P                | Luca Borrelli      | Union Feltre      | fine prestito                                      |
| D                | Lorenzo Filippini  | Pisa              | fine prestito                                      |
| D                | Luca Germoni       | Perugia           | fine prestito                                      |
| D                | Maurício           | Legia Varsavia    | fine prestito                                      |
| D                | Franjo Prce        | Istria 1961       | fine prestito                                      |
| C                | André Anderson     | Santos            | definitivo                                         |
| C                | Djavan Anderson    | -                 | svincolato                                         |
| C                | Daniel Bezziccheri | Reggina           | fine prestito                                      |
| C                | Joseph Minala      | Salernitana       | fine prestito                                      |
| C                | Ravel Morrison     | Atlas             | fine prestito                                      |
| C                | Chris Oikonomidis  | Western Sydney    | fine prestito                                      |
| A                | Ricardo Kishna     | ADO Den Haag      | fine prestito                                      |
| A                | Cristiano Lombardi | Benevento         | fine prestito                                      |
| A                | Francesco Orlando  | Salernitana       | fine prestito                                      |
| A                | Simone Palombi     | Salernitana       | fine prestito                                      |
| A                | Mattia Sprocati    | Salernitana       | definitivo (3,2 milioni €)                         |
| A                | Mamadou Tounkara   | Flamurtari Valona | fine prestito                                      |

| Cessioni         | Cessioni            | Cessioni       | Cessioni                                          |
| R.               | Nome                | a              | Modalità                                          |
| ---------------- | ------------------- | -------------- | ------------------------------------------------- |
| P                | Federico Marchetti  | -              | svincolato                                        |
| P                | Ivan Vargić         | Anorthōsis     | prestito                                          |
| D                | Stefan de Vrij      | -              | svincolato                                        |
| C                | Luca Crecco         | Pescara        | definitivo (0,5 milioni €)                        |
| C                | Davide Di Gennaro   | Salernitana    | prestito                                          |
| C                | Felipe Anderson     | West Ham Utd   | definitivo (38 milioni €)                         |
| A                | Filip Djordjevic    | -              | svincolato                                        |
| A                | Nani                | Valencia       | fine prestito                                     |
| Altre operazioni |                     |                |                                                   |
| R.               | Nome                | a              | Modalità                                          |
| P                | Marius Adamonis     | Casertana      | prestito                                          |
| P                | Luca Borrelli       | -              | svincolato                                        |
| D                | Luca Germoni        | Virtus Entella | definitivo con diritto di riacquisto              |
| D                | Franjo Prce         | Omonia         | definitivo (0,5 milioni €)                        |
| D                | Giorgio Spizzichino | Cuneo          | prestito                                          |
| C                | André Anderson      | Salernitana    | prestito                                          |
| C                | Djavan Anderson     | Salernitana    | prestito                                          |
| C                | Daniel Bezziccheri  | Albissola      | prestito                                          |
| C                | Alessio Miceli      | -              | svincolato                                        |
| A                | Ricardo Kishna      | ADO Den Haag   | prestito                                          |
| A                | Francesco Orlando   | -              | svincolato                                        |
| A                | Simone Palombi      | Lecce          | prestito con diritto di riscatto e controriscatto |
| A                | Antonio Rozzi       | -              | svincolato                                        |
| A                | Mattia Sprocati     | Parma          | prestito con obbligo di riscatto (2,3 milioni €)  |
| A                | Mamadou Tounkara    | Sciaffusa      | prestito                                          |

### Sessione invernale(dal 3/1 al 31/1)
| Acquisti         | Acquisti         | Acquisti    | Acquisti                                       |
| R.               | Nome             | da          | Modalità                                       |
| ---------------- | ---------------- | ----------- | ---------------------------------------------- |
| C                | Rômulo           | Genoa       | prestito con diritto di riscatto (2 milioni €) |
| Altre operazioni |                  |             |                                                |
| R.               | Nome             | a           | Modalità                                       |
| D                | Tiago Casasola   | Salernitana | definitivo (3 milioni €)                       |
| A                | Mamadou Tounkara | Sciaffusa   | fine prestito                                  |

| Cessioni         | Cessioni           | Cessioni           | Cessioni                     |
| R.               | Nome               | a                  | Modalità                     |
| ---------------- | ------------------ | ------------------ | ---------------------------- |
| D                | Martín Cáceres     | Juventus           | prestito oneroso (600.000 €) |
| C                | Alessandro Murgia  | SPAL               | prestito                     |
| A                | Alessandro Rossi   | Venezia            | prestito                     |
| Altre operazioni |                    |                    |                              |
| R.               | Nome               | a                  | Modalità                     |
| D                | Tiago Casasola     | Salernitana        | prestito                     |
| D                | Lorenzo Filippini  | Cavese             | prestito                     |
| C                | Joseph Minala      | Salernitana        | prestito                     |
| A                | Cristiano Lombardi | Venezia            | prestito                     |
| A                | Mamadou Tounkara   | Zemplín Michalovce | prestito                     |

### Operazioni esterne alle sessioni
| Cessioni         | Cessioni          | Cessioni         | Cessioni                |
| R.               | Nome              | a                | Modalità                |
| Altre operazioni | Altre operazioni  | Altre operazioni | Altre operazioni        |
| R.               | Nome              | a                | Modalità                |
| ---------------- | ----------------- | ---------------- | ----------------------- |
| D                | Mauricio          | -                | risoluzione consensuale |
| C                | Ravel Morrison    | Östersund        | definitivo              |
| C                | Chris Oikonomidis | Perth Glory      | definitivo              |
| A                | Brayan Perea      | -                | risoluzione consensuale |

## Risultati

### Serie A

#### Girone di andata
| Arbitro: | Banti (Livorno) |

|              |           |                            |
| Immobile 25’ | Marcatori | 45+2’ Milik 59’ L. Insigne |

| Arbitro: | Irrati (Pistoia) |

|                          |           |  |
| Pjanić 30’ Mandžukić 75’ | Marcatori |  |

| Arbitro: | Calvarese (Teramo) |

|                  |           |  |
| Luis Alberto 49’ | Marcatori |  |

| Arbitro: | Orsato (Schio) |

|  |           |            |
|  | Marcatori | 47’ Parolo |

| Arbitro: | Abisso (Palermo) |

|                                                   |           |            |
| Caicedo 7’ Immobile 23’, 89’ Milinković-Savić 53’ | Marcatori | 46’ Piątek |

| Arbitro: | Maresca (Napoli) |

|                   |           |                       |
| Badelj 80’ (aut.) | Marcatori | 61’ Acerbi 66’ Correa |

| Arbitro: | Rocchi (Firenze) |

|                                      |           |              |
| Pellegrini 45’ Kolarov 71’ Fazio 86’ | Marcatori | 67’ Immobile |

| Arbitro: | Orsato (Schio) |

|              |           |  |
| Immobile 37’ | Marcatori |  |

| Arbitro: | Fabbri (Ravenna) |

|  |           |                                  |
|  | Marcatori | 81’ (rig.) Immobile 90+4’ Correa |

| Arbitro: | Irrati (Pistoia) |

|  |           |                              |
|  | Marcatori | 28’, 70’ Icardi 41’ Brozović |

| Arbitro: | Guida (Torre Annunziata) |

|                                          |           |               |
| Immobile 26’, 35’ Cataldi 59’ Parolo 70’ | Marcatori | 28’ Antenucci |

| Arbitro: | Calvarese (Teramo) |

|                |           |           |
| G. Ferrari 15’ | Marcatori | 8’ Parolo |

| Arbitro: | Banti (Livorno) |

|              |           |                    |
| Correa 90+4’ | Marcatori | 78’ (aut.) Wallace |

| Arbitro: | Maresca (Napoli) |

|                |           |              |
| Pellissier 25’ | Marcatori | 66’ Immobile |

| Arbitro: | Massa (Imperia) |

|                                  |           |                                 |
| Acerbi 79’ Immobile 90+6’ (rig.) | Marcatori | 21’ Quagliarella 90+9’ Saponara |

| Arbitro: | Orsato (Schio) |

|              |           |  |
| D. Zapata 1’ | Marcatori |  |

| Arbitro: | Manganiello (Pinerolo) |

|                                           |           |                         |
| Milinković-Savić 12’ Acerbi 23’ Lulić 67’ | Marcatori | 90+3’ (rig.) João Pedro |

| Arbitro: | Pairetto (Nichelino) |

|  |           |                           |
|  | Marcatori | 30’ Luiz Felipe 90’ Lulić |

| Arbitro: | Irrati (Pistoia) |

|                      |           |                      |
| Milinković-Savić 62’ | Marcatori | 45+3’ (rig.) Belotti |

#### Girone di ritorno
| Arbitro: | Rocchi (Firenze) |

|                        |           |              |
| Callejón 34’ Milik 37’ | Marcatori | 65’ Immobile |

| Arbitro: | Guida (Torre Annunziata) |

|                |           |                                |
| Can 59’ (aut.) | Marcatori | 74’ Cancelo 88’ (rig.) Ronaldo |

| Arbitro: | Fabbri (Ravenna) |

|  |           |             |
|  | Marcatori | 36’ Caicedo |

| Arbitro: | Chiffi (Padova) |

|                    |           |  |
| Caicedo 42’ (rig.) | Marcatori |  |

| Arbitro: | Banti (Livorno) |

|                             |           |            |
| Sanabria 75’ Criscito 90+3’ | Marcatori | 44’ Badelj |

| Arbitro: | Calvarese (Teramo) |

|                               |           |  |
| Caicedo 21’ Sandro 24’ (aut.) | Marcatori |  |

| Arbitro: | Mazzoleni (Bergamo) |

|                                             |           |  |
| Caicedo 12’ Immobile 73’ (rig.) Cataldi 89’ | Marcatori |  |

| Arbitro: | Orsato (Schio) |

|            |           |              |
| Muriel 61’ | Marcatori | 23’ Immobile |

| Arbitro: | Banti (Livorno) |

|                                                    |           |              |
| Marušić 22’ Luis Alberto 26’ (rig.), 38’ Lulić 44’ | Marcatori | 77’ Sprocati |

| Arbitro: | Mazzoleni (Bergamo) |

|  |           |                      |
|  | Marcatori | 13’ Milinković-Savić |

| Arbitro: | Guida (Torre Annunziata) |

|                    |           |  |
| Petagna 89’ (rig.) | Marcatori |  |

| Arbitro: | Abisso (Palermo) |

|                                 |           |                         |
| Immobile 53’ (rig.) Lulić 90+5’ | Marcatori | 57’ Rogério 89’ Berardi |

| Arbitro: | Rocchi (Firenze) |

|                   |           |  |
| Kessié 79’ (rig.) | Marcatori |  |

| Arbitro: | Chiffi (Padova) |

|             |           |                         |
| Caicedo 68’ | Marcatori | 49’ Vignato 51’ Hetemaj |

| Arbitro: | Maresca (Napoli) |

|                  |           |                 |
| Quagliarella 57’ | Marcatori | 3’, 19’ Caicedo |

| Arbitro: | Calvarese (Teramo) |

|           |           |                                               |
| Parolo 3’ | Marcatori | 22’ D. Zapata 58’ Castagne 76’ (aut.) Wallace |

| Arbitro: | Fabbri (Ravenna) |

|                 |           |                             |
| Pavoletti 90+1’ | Marcatori | 31’ Luis Alberto 53’ Correa |

| Arbitro: | Pasqua (Tivoli) |

|                                            |           |                                  |
| Correa 14’ Bastos 59’ Milinković-Savić 80’ | Marcatori | 50’ Poli 51’ Destro 63’ Orsolini |

| Arbitro: | Abisso (Palermo) |

|                                       |           |              |
| Falque 51’ Lukić 53’ De Silvestri 80’ | Marcatori | 66’ Immobile |

### Coppa Italia

#### Fase finale
| Arbitro: | Abbattista (Molfetta) |

|                                                           |           |                   |
| Luis Alberto 12’ Immobile 20’, 35’ Milinković-Savić 45+3’ | Marcatori | 49’ (rig.) Eusepi |

| Arbitro: | Abisso (Palermo) |

|                                            |                      |                                      |
| Icardi 120+5’ (rig.)                       | Marcatori            | 108’ Immobile                        |
| Brozović Martínez Icardi Cédric Nainggolan | Tiri di rigore 3 – 4 | Immobile Durmisi Parolo Acerbi Lucas |

| Roma 26 febbraio 2019, ore 21:00 CET Semifinale - Andata | Lazio          | 0 – 0 referto | Milan | Stadio Olimpico (30 424 spett.)\| Arbitro: \| Orsato (Schio) \| |
| Arbitro:                                                 | Orsato (Schio) |               |       |                                                                 |

| Arbitro: | Mazzoleni (Bergamo) |

|  |           |            |
|  | Marcatori | 58’ Correa |

| Arbitro: | Banti (Livorno) |

|  |           |                                 |
|  | Marcatori | 82’ Milinković-Savić 90’ Correa |

### UEFA Europa League

#### Fase a gironi
| Arbitro: | Aghayev |

|                                      |           |            |
| Luis Alberto 14’ Immobile 84’ (rig.) | Marcatori | 87’ Zelaya |

| Arbitro: | Gözübüyük |

|                                         |           |            |
| da Costa 4’, 90+4’ Kostić 28’ Jović 52’ | Marcatori | 23’ Parolo |

| Arbitro: | Gil Manzano |

|           |           |                                     |
| Payet 86’ | Marcatori | 10’ Wallace 59’ Caicedo 90’ Marušić |

| Arbitro: | Bezborodov |

|                         |           |             |
| Parolo 45+1’ Correa 55’ | Marcatori | 60’ Thauvin |

| Arbitro: | Reinshreiber |

|                          |           |  |
| Faupala 31’ Marković 82’ | Marcatori |  |

| Arbitro: | Meler |

|            |           |                          |
| Correa 56’ | Marcatori | 65’ Gaćinović 71’ Haller |

#### Fase a eliminazione diretta
| Arbitro: | Vinčić |

|  |           |                |
|  | Marcatori | 22’ Ben Yedder |

| Arbitro: | Taylor |

|                            |           |  |
| Ben Yedder 20’ Sarabia 78’ | Marcatori |  |

## Statistiche

### Statistiche di squadra
| Competizione  | Punti | In casa | In casa | In casa | In casa | In casa | In casa | In trasferta | In trasferta | In trasferta | In trasferta | In trasferta | In trasferta | Totale | Totale | Totale | Totale | Totale | Totale | DR  |
| Competizione  | Punti | G       | V       | N       | P       | Gf      | Gs      | G            | V            | N            | P            | Gf           | Gs           | G      | V      | N      | P      | Gf     | Gs     | DR  |
| ------------- | ----- | ------- | ------- | ------- | ------- | ------- | ------- | ------------ | ------------ | ------------ | ------------ | ------------ | ------------ | ------ | ------ | ------ | ------ | ------ | ------ | --- |
| Serie A       | 59    | 19      | 9       | 5       | 5       | 36      | 25      | 19           | 8            | 3            | 8            | 20           | 21           | 38     | 17     | 8      | 13     | 56     | 46     | +10 |
| Coppa Italia  | -     | 2       | 1       | 1       | 0       | 4       | 1       | 3            | 2            | 1            | 0            | 4            | 1            | 5      | 3      | 2      | 0      | 8      | 2      | +6  |
| Europa League | 9     | 4       | 2       | 0       | 2       | 5       | 5       | 4            | 1            | 0            | 3            | 4            | 9            | 8      | 3      | 0      | 5      | 9      | 14     | −5  |
| Totale        | -     | 25      | 12      | 6       | 7       | 45      | 31      | 26           | 11           | 4            | 11           | 24           | 31           | 51     | 23     | 10     | 18     | 73     | 62     | 11  |

### Andamento in campionato
| Giornata  | 1  | 2  | 3  | 4 | 5 | 6 | 7 | 8 | 9 | 10 | 11 | 12 | 13 | 14 | 15 | 16 | 17 | 18 | 19 | 20 | 21 | 22 | 23 | 24 | 25 | 26 | 27 | 28 | 29 | 30 | 31 | 32 | 33 | 34 | 35 | 36 | 37 | 38 |
| --------- | -- | -- | -- | - | - | - | - | - | - | -- | -- | -- | -- | -- | -- | -- | -- | -- | -- | -- | -- | -- | -- | -- | -- | -- | -- | -- | -- | -- | -- | -- | -- | -- | -- | -- | -- | -- |
| Luogo     | C  | T  | C  | T | C | T | T | C | T | C  | C  | T  | C  | T  | C  | T  | C  | T  | C  | T  | C  | T  | C  | T  | C  | C  | T  | C  | T  | T  | C  | T  | C  | T  | C  | T  | C  | T  |
| Risultato | P  | P  | V  | V | V | V | P | V | V | P  | V  | N  | N  | N  | N  | P  | V  | V  | N  | P  | P  | V  | V  | P  | V  | V  | N  | V  | V  | P  | N  | P  | P  | V  | P  | V  | N  | P  |
| Posizione | 13 | 19 | 15 | 8 | 5 | 4 | 6 | 4 | 4 | 4  | 4  | 4  | 4  | 5  | 5  | 5  | 4  | 4  | 4  | 6  | 7  | 5  | 5  | 6  | 6  | 5  | 6  | 5  | 4  | 5  | 4  | 7  | 8  | 8  | 8  | 8  | 8  | 8  |

Fonte:  Serie A – Classifiche, su sport.sky.it, Sky Sport.
Legenda:

Luogo: C = Casa; T = Trasferta. Risultato: V = Vittoria; N = Pareggio; P = Sconfitta.

### Statistiche dei giocatori
Nel conteggio delle reti realizzate si aggiungano due autoreti a favore in campionato.
Sono in corsivo i giocatori che hanno lasciato la società a stagione in corso.
| Giocatore           | Serie A  | Serie A | Serie A     | Serie A    | Coppa Italia | Coppa Italia | Coppa Italia | Coppa Italia | UEFA Europa League | UEFA Europa League | UEFA Europa League | UEFA Europa League | Totale   | Totale | Totale      | Totale     |
| Giocatore           | Presenze | Reti    | Ammonizioni | Espulsioni | Presenze     | Reti         | Ammonizioni  | Espulsioni   | Presenze           | Reti               | Ammonizioni        | Espulsioni         | Presenze | Reti   | Ammonizioni | Espulsioni |
| ------------------- | -------- | ------- | ----------- | ---------- | ------------ | ------------ | ------------ | ------------ | ------------------ | ------------------ | ------------------ | ------------------ | -------- | ------ | ----------- | ---------- |
| F. Acerbi           | 37       | 3       | 4           | 1          | 5            | 0            | 0            | 0            | 8                  | 0                  | 3                  | 0                  | 50       | 3      | 7           | 1          |
| N. Armini           | 1        | 0       | 0           | 0          | -            | -            | -            | -            | 1                  | 0                  | 0                  | 0                  | 2        | 0      | 0           | 0          |
| M. Badelj           | 23       | 1       | 6           | 0          | 1            | 0            | 0            | 0            | 2                  | 0                  | 1                  | 0                  | 26       | 1      | 7           | 0          |
| D. Basta            | -        | -       | -           | -          | -            | -            | -            | -            | 2                  | 0                  | 1                  | 1                  | 2        | 0      | 1           | 1          |
| Bastos              | 18       | 1       | 3           | 0          | 5            | 0            | 1            | 0            | 5                  | 0                  | 0                  | 0                  | 28       | 1      | 4           | 0          |
| V. Berisha          | 8        | 0       | 0           | 0          | 1            | 0            | 0            | 0            | 5                  | 0                  | 0                  | 0                  | 14       | 0      | 0           | 0          |
| M. Cáceres          | 4        | 0       | 0           | 0          | -            | -            | -            | -            | 4                  | 0                  | 0                  | 0                  | 8        | 0      | 0           | 0          |
| F. Caicedo          | 28       | 8       | 4           | 0          | 5            | 0            | 1            | 0            | 5                  | 1                  | 1                  | 0                  | 38       | 9      | 6           | 0          |
| L. Capanni          | 1        | 0       | 1           | 0          | -            | -            | -            | -            | -                  | -                  | -                  | -                  | 1        | 0      | 1           | 0          |
| D. Cataldi          | 12       | 2       | 1           | 0          | -            | -            | -            | -            | 6                  | 0                  | 1                  | 0                  | 18       | 2      | 2           | 0          |
| J. Correa           | 34       | 5       | 5           | 0          | 4            | 2            | 0            | 0            | 6                  | 2                  | 1                  | 1                  | 44       | 9      | 6           | 1          |
| R. Durmisi          | 10       | 0       | 4           | 0          | 2            | 0            | 0            | 0            | 7                  | 0                  | 0                  | 0                  | 19       | 0      | 4           | 0          |
| Luis Alberto        | 27       | 4       | 5           | 1          | 5            | 1            | 0            | 0            | 5                  | 1                  | 1                  | 0                  | 37       | 6      | 6           | 1          |
| Luiz Felipe         | 17       | 1       | 4           | 0          | 3            | 0            | 1            | 0            | 5                  | 0                  | 0                  | 0                  | 25       | 1      | 5           | 0          |
| G. Guerrieri        | 1        | -3      | 0           | 0          | -            | -            | -            | -            | -                  | -                  | -                  | -                  | 1        | -3     | 0           | 0          |
| C. Immobile         | 36       | 15      | 6           | 0          | 5            | 3            | 1            | 0            | 5                  | 1                  | 2                  | 0                  | 46       | 19     | 9           | 0          |
| B. Jordão           | 3        | 0       | 0           | 0          | -            | -            | -            | -            | -                  | -                  | -                  | -                  | 3        | 0      | 0           | 0          |
| L. Leiva            | 27       | 0       | 7           | 0          | 5            | 0            | 2            | 0            | 4                  | 0                  | 1                  | 0                  | 36       | 0      | 10          | 0          |
| J. Lukaku           | 7        | 0       | 1           | 0          | 1            | 0            | 0            | 0            | -                  | -                  | -                  | -                  | 8        | 0      | 1           | 0          |
| S. Lulić            | 35       | 4       | 5           | 0          | 4            | 0            | 1            | 0            | 7                  | 0                  | 1                  | 0                  | 46       | 4      | 7           | 0          |
| A. Marušić          | 26       | 1       | 2           | 1          | 4            | 0            | 2            | 0            | 4                  | 1                  | 0                  | 1                  | 34       | 2      | 4           | 2          |
| S. Milinković-Savić | 31       | 5       | 7           | 1          | 5            | 2            | 1            | 0            | 5                  | 0                  | 2                  | 0                  | 41       | 7      | 10          | 1          |
| A. Murgia           | 1        | 0       | 0           | 0          | -            | -            | -            | -            | 3                  | 0                  | 1                  | 0                  | 4        | 0      | 1           | 0          |
| P. Neto             | 4        | 0       | 1           | 0          | 1            | 0            | 0            | 0            | -                  | -                  | -                  | -                  | 5        | 0      | 1           | 0          |
| M. Parolo           | 34       | 4       | 7           | 0          | 4            | 0            | 1            | 0            | 4                  | 2                  | 1                  | 0                  | 42       | 6      | 9           | 0          |
| Patric              | 15       | 0       | 1           | 0          | 1            | 0            | 1            | 0            | 1                  | 0                  | 1                  | 0                  | 17       | 0      | 3           | 0          |
| S. Proto            | 2        | -4      | 1           | 0          | -            | -            | -            | -            | 4                  | -9                 | 0                  | 0                  | 6        | -13    | 1           | 0          |
| Ș. Radu             | 28       | 0       | 5           | 0          | 2            | 0            | 0            | 1            | 3                  | 0                  | 2                  | 0                  | 33       | 0      | 7           | 1          |
| Rômulo              | 10       | 0       | 1           | 0          | 2            | 0            | 0            | 0            | 1                  | 0                  | 0                  | 0                  | 13       | 0      | 1           | 0          |
| A. Rossi            | -        | -       | -           | -          | -            | -            | -            | -            | 2                  | 0                  | 0                  | 0                  | 2        | 0      | 0           | 0          |
| T. Strakosha        | 35       | -39     | 4           | 0          | 5            | -2           | 0            | 0            | 4                  | -5                 | 0                  | 0                  | 44       | -46    | 4           | 0          |
| Wallace             | 16       | 0       | 3           | 0          | 1            | 0            | 1            | 0            | 3                  | 1                  | 1                  | 0                  | 20       | 1      | 5           | 0          |